# Берлин-Тегель (аэропорт)

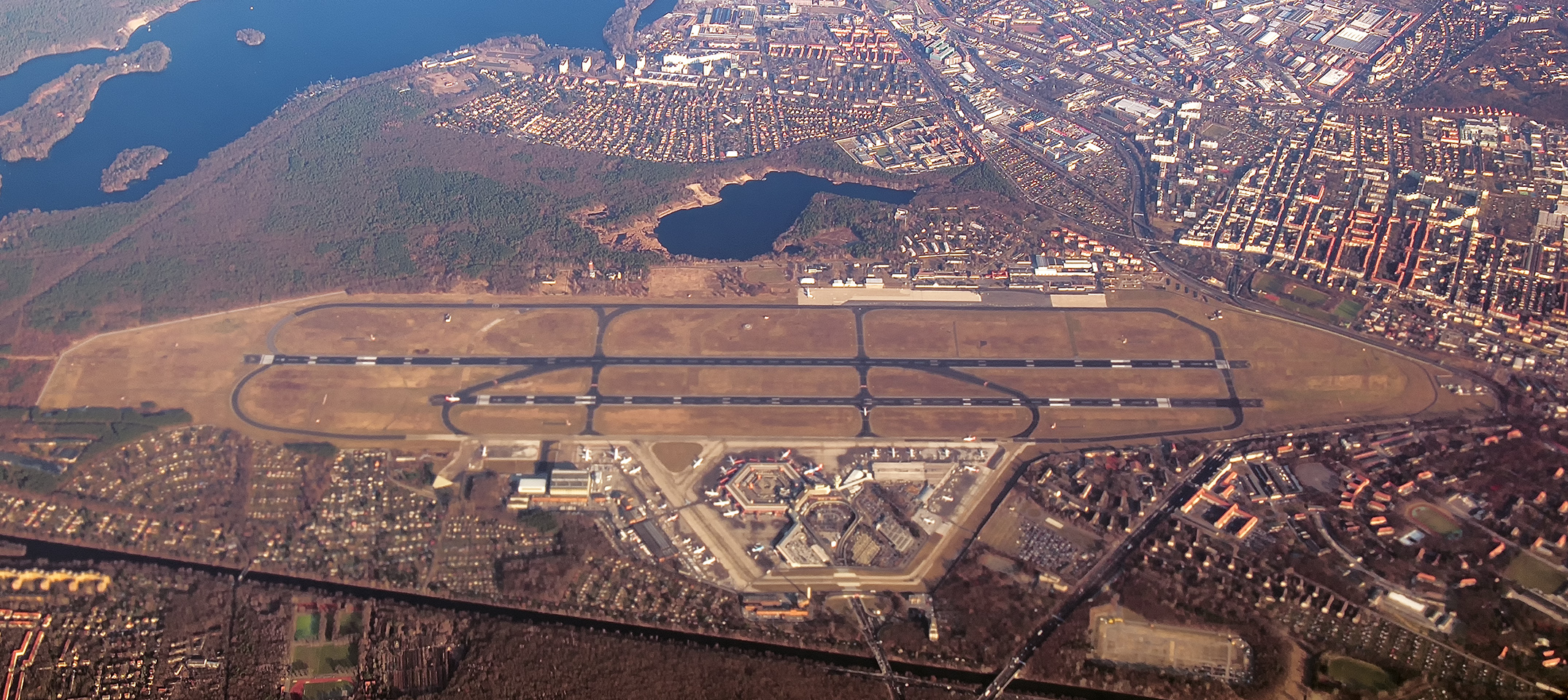

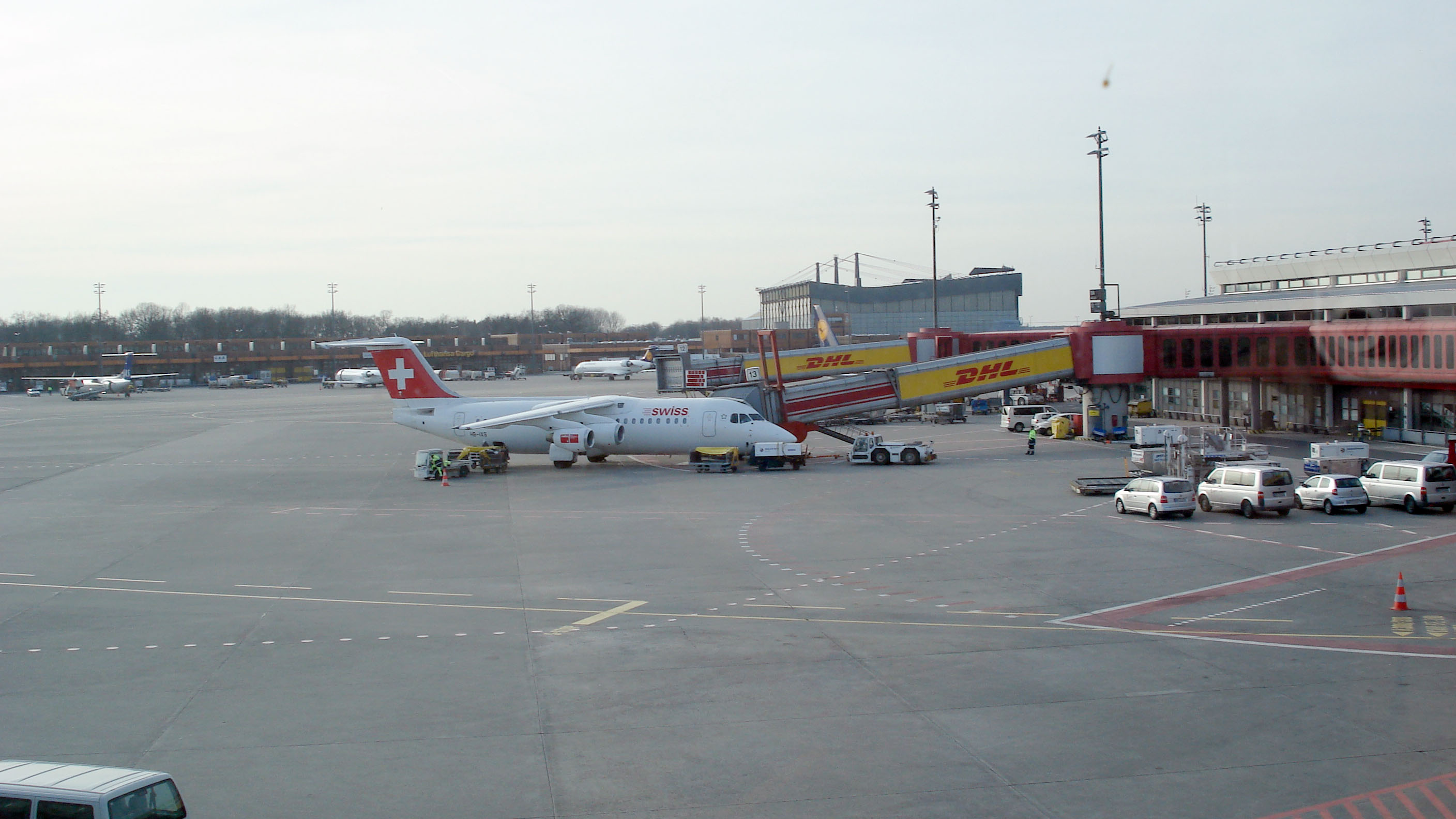
Западный терминал с грузовой зоной

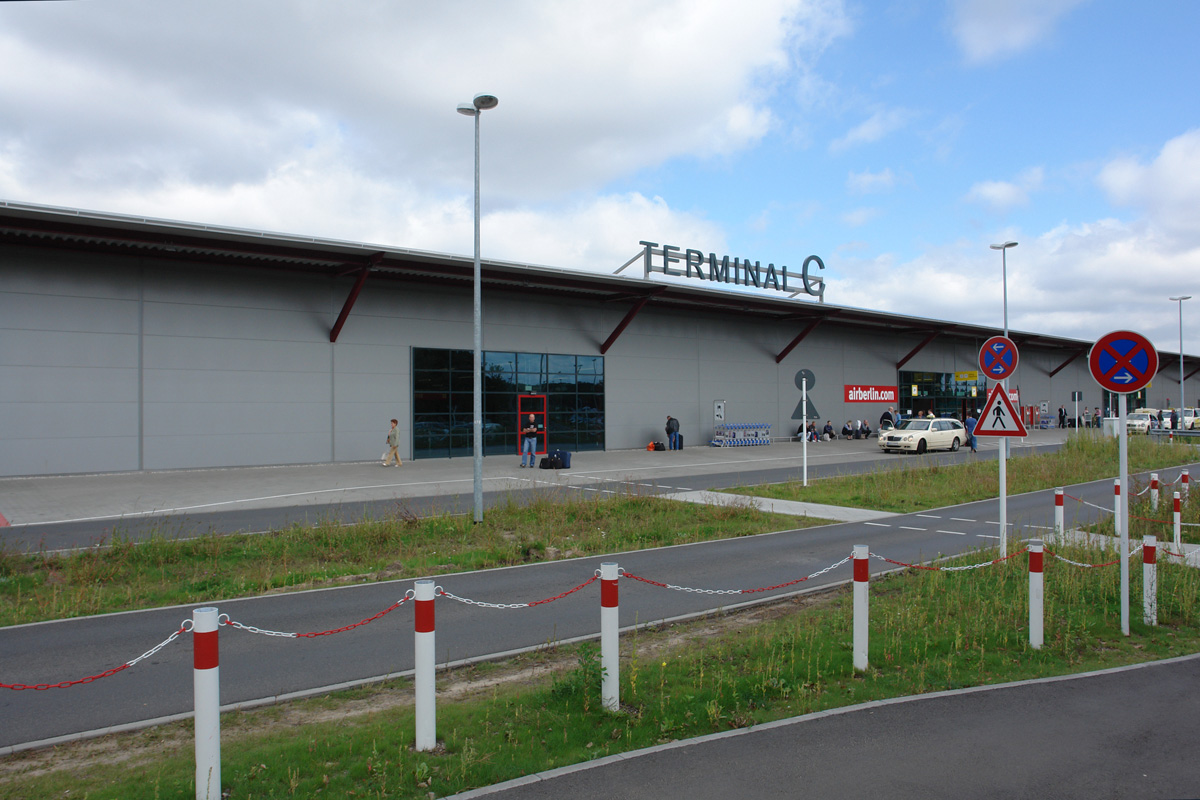
Внешний облик международного терминала С

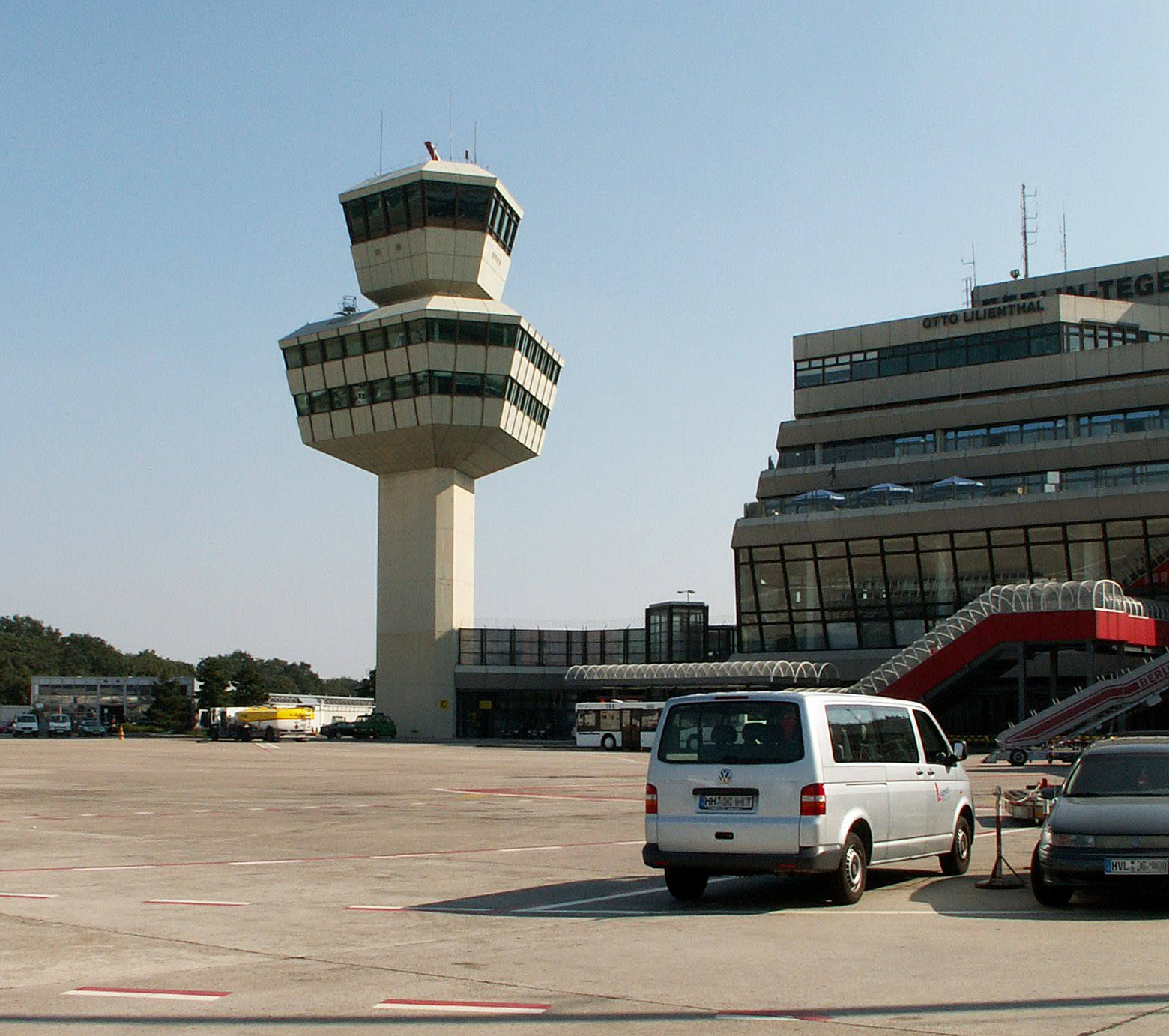
Диспетчерская башня и главное здание

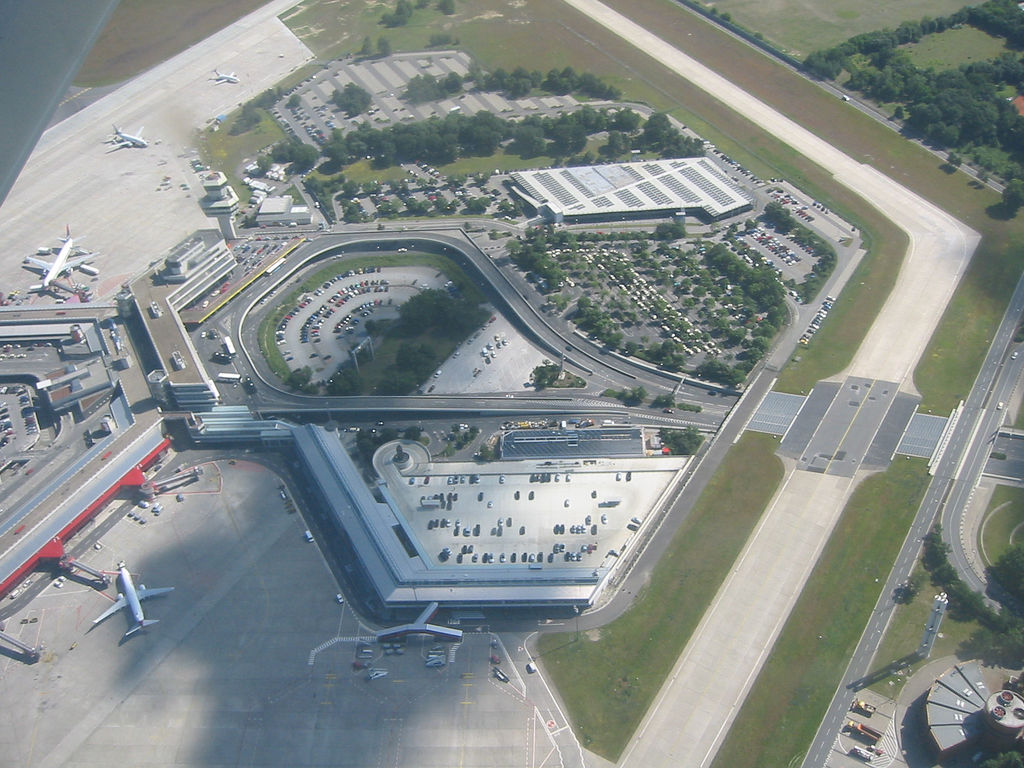
Главное здание (терминалы А и В) и сооружения в южной части аэропорта (терминалы D и Е) с высоты птичьего полёта

Аэропорт Берлин-Тегель имени Отто Лилиенталя (нем. Flughafen Berlin-Tegel „Otto Lilienthal“) (ИАТА: TXL, ИКАО: EDDT) — международный аэропорт, действовавший в берлинском районе Тегель до 8 ноября 2020 года и который был окончательно выведен из эксплуатации 5 мая 2021 года. Только северная часть до сих пор функционирует как военная вертолетная площадка. Расположен в районе Тегель административного округа Райниккендорф в 12 км от центра Берлина.
После открытия нового аэропорта Берлин-Бранденбург 8 ноября 2020 года, аэропорт в Тегеле закрыт и все рейсы переведены в новый аэропорт.

## История
На месте будущего аэропорта в 1930 году открылся ракетный полигон.
Ракетный полигон Тегель был торжественно открыт 27 сентября 1930 года Рудольфом Небелем.
С началом блокады Западного Берлина в 1948 году было начато строительство самой длинной по тем временам взлётно-посадочной полосы длиной 2400 м. Строительство было завершено за два месяца. Первый самолёт приземлился на ней 5 ноября 1948 года, а официальное открытие состоялось только в конце декабря.
Аэропорт открылся для регулярных гражданских авиаперевозок лишь 2 января 1960 года. С 1975 по 1985 год Тегель был единственным пассажирским аэропортом Западного Берлина: Темпельхоф был закрыт для гражданской авиации. После объединения Германии (1990) в Тегель стали осуществляться рейсы авиакомпании «Lufthansa», которая не имела этой возможности в связи с особыми правами союзников после Второй мировой войны.
Аэропорт с 1988 года носит имя немецкого авиаинженера Отто Лилиенталя, который в процессе попыток покорения неба сконструировал более 20 моделей планеров и парапланов.  Эксплуатантом аэропорта является «Berliner Flughafen-Gesellschaft mbH» (BFG).
В 2005 году пассажирооборот увеличился на 4,4 % и достиг 11,53 миллионов человек.
31 октября 2020 года торжественно открылся новый аэропорт столицы Берлин-Бранденбург, построенный на базе взлетных полос аэропорта Шенефельд, ставшего его 5-м терминалом. 8 ноября 2020 года рейс авиакомпании Air France в Париж поставил точку в истории аэропорта Тегель.
В будущем нынешний терминал аэропорта будет преобразован в университетский кампус, а рядом расположится новый квартал, который планируется назвать в честь Курта Шумахера

## Тегель-Север — правительственный аэропорт
Терминалы аэропорта к северу от посадочных полос примыкают к району Тегель и использовались в качестве военного аэропорта французской стороной. Первые рейсы гражданской авиации стали обслуживаться там начиная с 1960 года. В 1974 году северный терминал был закрыт для гражданской авиации.
В аэропорту, располагавшемся во французском секторе оккупации Берлина, обслуживались регулярные рейсы французской авиакомпании «Air France», а также чартерные рейсы американских и британских авиакомпаний («Channel Airways», «Dan-Air Services», «Laker Airways» и «Modern Air Transport»). «British Airways» и «Pan American World Airways» до 31 августа 1975 года совершали рейсы в аэропорт Темпельхоф.

## Тегель-Юг — транспортный аэропорт
Аэропорт Тегель-Юг был построен в 1965—1975 годах по проекту гамбургского архитектурного бюро Gerkan, Marg and Partners («GMP»), получившего благодаря этому международную известность. Первый камень в основание южного терминала был заложен в 1969 году, строительство было начато в 1970 году, а в 1971 году праздновалось окончание строительства. После официального открытия 23 октября 1974 года эксплуатация терминала была начата 1 ноября 1974 года, а летом 1975 года в Тегель были переведено всё гражданское авиасообщение, включая «PanAm» и «British Airways».
Ядро комплекса аэропорта составляют пять терминалов и диспетчерская башня, окружённая со всех сторон лётным полем. Подъезд к ней автотранспортом осуществляется через туннель, с севера к перрону прилегают ВПП, на юге перрон окружают грузовые терминалы и залы ожидания, предприятия по приготовлению бортпитания, сервисные и производственные сооружения, как, например, электроцентраль, которая также была возведена по проекту бюро «GMP». С юга расположена и полукольцевая  рулежная дорожка , проходящая по мосту над подъездной автострадой.

## Рейсы
Основным направлением авиарейсов из Тегеля являлся стыковочный авиаузел Франкфурт-на-Майне. Кроме этого из Тегеля осуществлялись прямые рейсы по Европе, например, в Лондон, Париж, Вену, Мадрид, Милан, Осло, Таллин, Киев и Москву. Помимо рейсов в Турцию и Северную Африку аэропорт Тегель был связан авиасообщением с Нью-Йорком, Ньюарком, Бангкоком, Тель-Авивом, Дохой, Варадеро, Пунта-Каной, Улан-Батором и Пекином.

## Влияние
В архитектурном решении аэропорта есть черты сходства с открытым за пять лет до Тегеля аэропортом Кёльн/Бонн, построенным по проекту профессора Пауля Шнейдера-Эслебена, оба проекта являются яркими примерами популярной в 1960-е годы концепции «drive-in airport». Фактически «GMP» уже использовали шестигранник с посадочными переходами в проекте аэропорта в Ганновере, который не был реализован. Аналогично выглядел и проект «GMP» для аэропорта Шереметьево-2. Однако и в Ганновере, и в Москве были возведены практически одинаковые аэропорты по проекту ганноверского архитектурного бюро «Wilke & Partner». Другие проекты «GMP» в Гамбурге и Штутгарте не имеют сходства с аэропортом Тегель.